# Temple mormon de Perth
 (juillet 2020).
Le temple de Perth est un temple de l'Église de Jésus-Christ des saints des derniers jours situé à Perth en Australie. Il dessert environ 12 000 membres dans la région et est le 106e temple construit par cette Église. Il est implanté au 163–173 Wordsworth Avenue, Yokine, Australie-Occidentale. 

## Histoire
Auparavant, les membres devaient parcourir une distance équivalente à aller de Los Angeles à New York pour se rendre au temple le plus proche de Sydney . La réaction locale au temple a été favorable. Les dirigeants de l'Église SDJ ont reçu des lettres du gouverneur et du premier ministre de l'Australie occidentale exprimant leur confiance que le temple aurait une influence positive sur la communauté. 
Environ 37 000 visiteurs ont visité le temple lors de la journée portes ouvertes, tenue du 28 avril au 12 mai 2001. Le président de l' Église SDJ, Gordon B. Hinckley, a inauguré le temple le 20 mai 2001. Le temple a une surface totale de 990 m2, deux salles d'ordonnance et deux salles de scellage. 
En 2020, le temple de Perth en Australie a été fermé en réponse à la pandémie de coronavirus . 